# Ойцовізна
Ойцовізна (пол. Ojcowizna) — село в Польщі, у гміні Браньщик Вишковського повіту Мазовецького воєводства.
Населення — 94 особи (2011).
У 1975-1998 роках село належало до Остроленцького воєводства.

## Демографія
Демографічна структура станом на 31 березня 2011 року:
|          | Загалом | Допрацездатний вік | Працездатний вік | Постпрацездатний вік |
| -------- | ------- | ------------------ | ---------------- | -------------------- |
| Чоловіки | 48      | 13                 | 30               | 5                    |
| Жінки    | 46      | 11                 | 25               | 10                   |
| Разом    | 94      | 24                 | 55               | 15                   |